# El Debate (periódico digital)
El Debate es un periódico digital español que se ofrece en abierto; lanzado como un periódico digital de opinión y cultura y financiado por la Asociación Católica de Propagandistas, como continuación del periódico digital El Debate de Hoy lanzado en 2016. Fue inaugurado en octubre de 2021 bajo la dirección de Bieito Rubido, antiguo director de ABC.Lleva el mismo nombre que el periódico de Editorial Católica El Debate, desaparecido en 1936, y el cual también en una época fue propiedad de la Asociación Católica de Propagandistas.

## Historia
En 2016 la Asociación Católica de Propagandistas puso en marcha El Debate de Hoy. El periodista Justino Sinova fue el director del medio desde su salida el 9 de febrero de 2017 hasta su baja en junio de 2019 siendo sustituido por Fernando Bonete y Pablo Velasco. Durante esos años publicó más de cinco mil contenidos bajo el nombre El Debate de Hoy por problemas legales con el nombre original. Esto llevó a la ACdP a apostar por recuperar la cabecera definitivamente en 2021 e impulsar El Debate con aquella redacción de periodistas que habían puesto en marcha el medio en 2016 como base para una web de información generalista. 
Auspiciado por la Asociación Católica de Propagandistas, era presidido en 2021 por el historiador Alfonso Bullón de Mendoza.  Según el director, al 2021 contaba con financiación garantizada para cinco años.
Según el propio diario, se fundamenta en valores del humanismo cristiano como un medio generalista, buscando la difusión de los valores fundacionales del anterior rotativo en papel.  Según Bieito ofrece un contenido en "defensa de la unidad de España, del orden constitucional, de la familia y la monarquía".  En cuanto a los temas económico y social, el diario apoya el «libre mercado, la defensa de la vida, la familia y la doctrina social de la Iglesia».
Entre sus columnistas están Alfonso Ussía, Luis Ventoso, Borja Sémper, Mayte Alcaraz, Florentino Portero, y Gabriel Albiac. Dentro de la sección de España, figuran reporteras como Raquel Tejero, María Jamardo y Ana Martín.
En enero de 2022, El Debate fue excluido, junto a otros medios, de varias ruedas de prensa del gobierno español.
En octubre de 2022 anunció que Ussía era su redactor más leído, seguido por Ventoso. La plantilla del periódico en esa fecha era de unos 70 empleados.

## Composición editorial
En 2022, su presidente era Alfonso Bullón de Mendoza y su director Bieito Rubido. En 2024, Ramón Pérez-Maura era jefe de opinión.

## Difusión
Figuró por vez primera El Debate entre los medios noticiosos más consultados de España en la undécima edición (2024) del Digital News Report España de la Universidad de Navarra, al salir del mismo EFE digital, El Nacional.cat, y Euronews digital.  Alegó la Universidad que éste resultado era similar a otras clasificaciones "aceptadas en el sector."